# John Napier

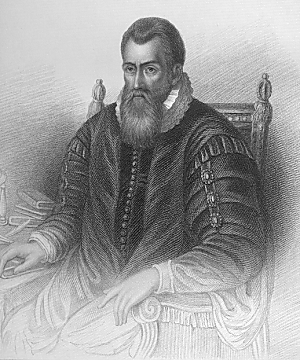

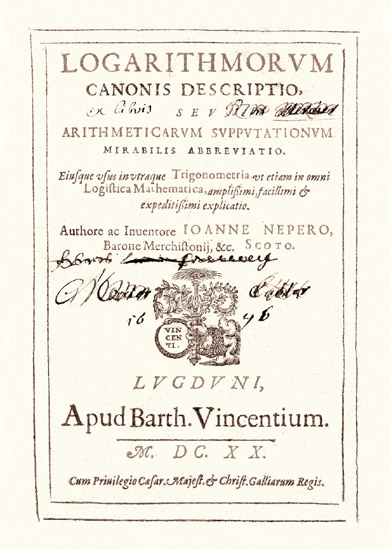

John Napier of Merchiston (ur. 1550 w Edynburgu, zm. 4 kwietnia 1617 tamże) – szkocki arystokrata, matematyk. W wersji zlatynizowanej: Ioannes Neper.

## Życiorys
W 1614 rozpowszechnił podany przez swego znajomego sposób budowy tablic umożliwiających mnożenie liczb za pomocą dodawania innych liczb, odpowiednio z danymi powiązanych, czyli czegoś, co jest bardzo pokrewne dzisiejszym logarytmom. Właściwe logarytmy dziesiętne zostały wprowadzone przez Henry’ego Briggsa. Logarytmy Napiera powiązane były ze zwykłymi logarytmami naturalnymi wzorem
{\displaystyle \operatorname {Nap} (x)=161180957-10^{7}\ln x.}
Oprócz tablic logarytmicznych Napier układał trygonometryczne. Zapoczątkował współczesną notację ułamków (separator dziesiętny). Zajmował się trygonometrią sferyczną. Wynalazł przyrząd - kostki (pałeczki) Napiera, w którym mnożenie zastąpił serią dodawań; zasada konstrukcji tych pałeczek doprowadziła do zbudowania suwaka logarytmicznego.
Od jego nazwiska pochodzą nazwy:
- neper – bezwymiarowa jednostka miary wielkości ilorazowych,
- Neper – krater na Księżycu.